# علم كوسوفو
علم كوسوفو هو العلم الوطني لكوسوفو. تم اعتماد علم كوسوفو في 17 فبراير 2008. وصممه معمر إبراهيمي.
و يتكون من خلفية زرقاء وخريطة الدولة بلون ذهبي وفوق الخريطة توجد ست نجوم بيضاء مصفوفة بشكل مقوس إلى أعلى.
و تشير هذه النجوم إلى المجموعات العرقية الرئيسية في الدولة وهم الألبان (وهم النسبة الكبرى) والصرب والبوسنيين والغوراني والأتراك والغجر (الروما).
و يشبه تصميم هذا العلم علم البوسنة.